# 立飲

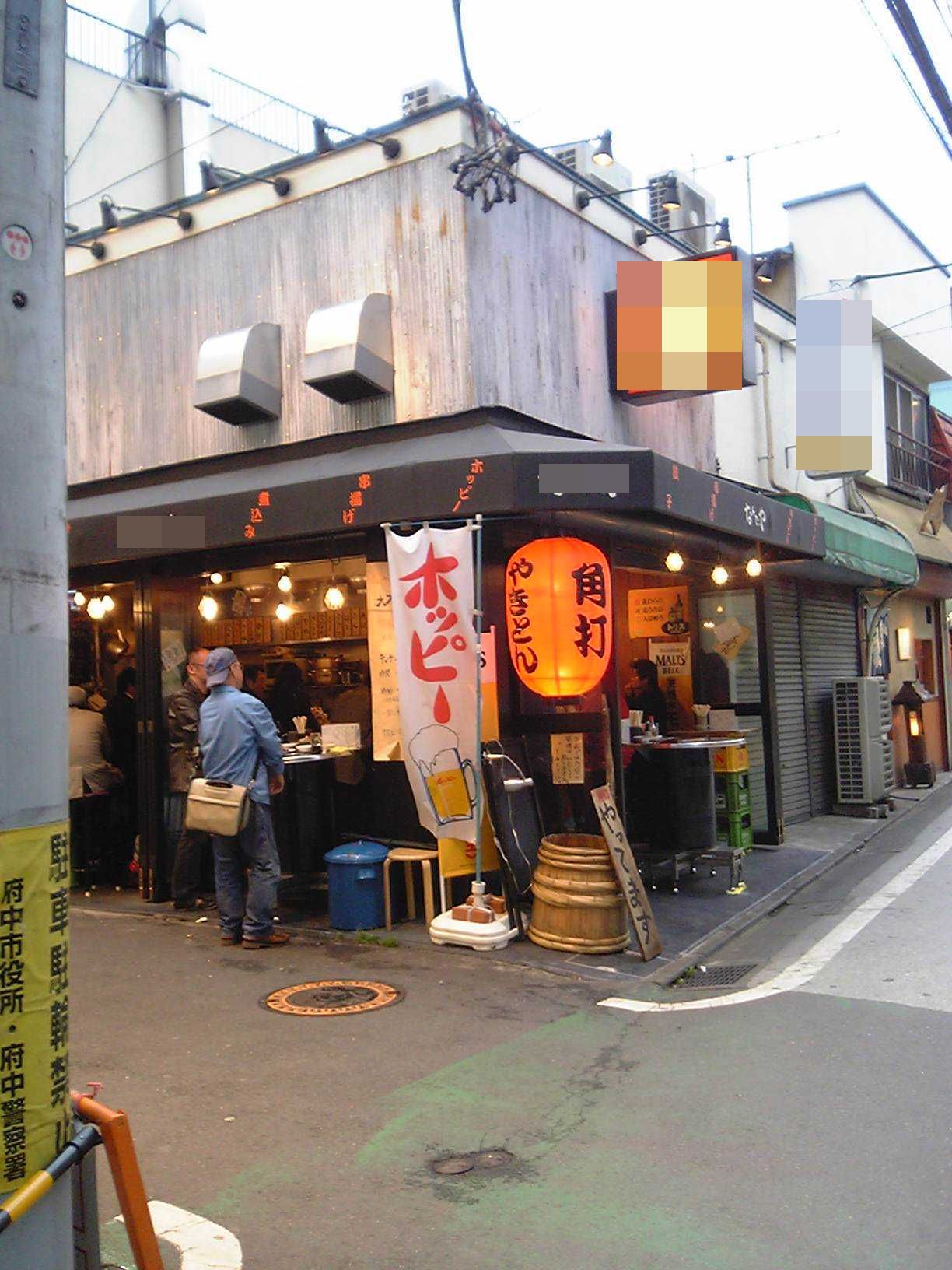
立飲店

立飲（日語：立ち飲み）在日本主要指站立飲酒的行為，或提供此服務的店鋪，通常泛指站立飲用酒類的消費形式。

## 歷史沿革
在酒鋪門前支付零錢後當場站立飲酒的行為，在日本江戶時代已相當普遍。
太平洋戰爭期間的1943年（昭和18年），酒類需要配給後，出現了市民酒場等新型態。獲准營業的店家在開店前2-3小時就會出現排隊人龍，因此東京都政府自同年10月起，要求獲准營業的店家實施號碼牌制度，並為縮短停留時間而指導店家不設置座椅。這導致大型配給酒場轉型成立飲形式，原有中小型立飲店則一度式微。戰後在黑市等地部分非法復甦，直至1949年（昭和24年）酒類銷售自由化後才合法重開。1960年代立飲文化達到高峰，後隨經濟高度成長逐漸衰落。近年，由於開業成本低、昭和懷舊情懷、企業概念店策略，以及在長期不景氣中提供廉價飲食選擇等因素，立飲店鋪與客流量均有增長趨勢。

## 酒鋪附設型
典型立飲店多附設於酒鋪內，俗稱「角飲」（日文：角打ち）。顧客購買酒類與下酒菜（如乾貨、罐頭、炸物）後，直接在店內角落或收銀台旁站立飲食。因不屬正式餐飲店，店家通常僅提供基本服務，且不設座椅。部分店鋪會允許顧客以啤酒箱或雜誌墊坐。傳統酒鋪附設型立飲區會與主要銷售區分開，此設計是為避免被歸類為需特別許可的餐飲場所。這類店鋪多見於大都市廉價住宿區、商業區及競技場周邊，主要客群為日結藍領。1960年代達到鼎盛後，隨勞動人口減少與消費習慣改變而逐漸衰退。
因「以方形木盒邊角就口飲用」的動作，這類飲酒方式也稱「角飲」。由於此習俗在工廠、礦場、港口密集的北九州地區特別盛行，當地自稱「角飲」發源地。東北地區稱「もっきり」，鳥取縣至島根縣東部則稱「立吞」（たちきゅう），語源據傳是「站立快速飲盡」。雖有「近年明顯減少」的說法，但在發源地北九州市仍保存約150間提供角飲服務的酒鋪（2018年統計）。另一方面，惠比壽等地出現裝潢時尚、吸引女性顧客與國際客群的新型立飲店，改變了傳統角飲形象。

## 小型餐飲店
通稱「立飲居酒屋」或「立飲吧」。多位於大都市高架橋下，部分設於車站內。
店鋪設計以空間效率為優先，基本僅設吧檯與廚房，部分會在牆邊增設簡易桌椅。顧客於吧檯點餐後立即飲食，多採用現付制，亦有預購餐券或記帳後付等形式。飲品以啤酒、日本清酒、威士忌、燒酎為主，近年部分店家擴充酒單。下酒菜多為關東煮、烤物、冷盤等簡易料理，但亦有提供精緻菜餚者。主要客群為下班白領，消費快速且價格低廉。2013年起出現針對女性客群改良的店鋪，增加酒類與菜色選擇，並引進洋酒立飲模式。

### 半側身飲式
大阪部分店家為最大化空間利用率，會要求顧客以側身姿勢緊密並立飲酒，這種整齊劃一的姿勢被戲稱為「暗鴨式」（ダーク），成為熟客間互相調侃的用語。

### 攤販型
無固定店面的流動攤販，多以鐵板料理內臟燒烤為特色。例如大阪府西成區部分立飲攤位甚至出現排隊名店。

## 立飲紀念日
因數字「11」形似站立飲酒的人影，11月11日獲日本紀念日協會認證為「立飲日」。